# Hitoshi Sasaki
Hitoshi Sasaki (佐々木 等 Sasaki Hitoshi?,  1891 en Fukushima - 23 de julio de 1982 en Tokio) fue un futbolista japonés que se desempeñaba como centrocampista y entrenador.
Dirigió la selección de fútbol de Japón en los Juegos del Lejano Oriente de 1921.

## Clubes

### Como entrenador
| Club                         | País  | Año  |
| ---------------------------- | ----- | ---- |
| Selección de fútbol de Japón | Japón | 1921 |